# Општина Драгушени (Сучава)
Драгушени (рум. Drăguşeni) општина је у Румунији у округу Сучава.
Oпштина се налази на надморској висини од 325 m.